# Bolesław Biskupski (muzealnik)
Bolesław Biskupski (ur. 1844 lub 1849 w Krakowie, zm. 7 lipca 1921 tamże) – polski muzealnik.

## Życiorys
Urodził się w 1844 lub w 1849 w Krakowie. Kształcił się w rodzinnym mieście. Utrzymywał kontakt z dyr. Karolem Estreicherem, prof. Józefem Łepkowskim, Żegotą Paulim. Od 1876 był związany z Muzeum Książąt Czartoryskich w Krakowie, którym jako kustosz kierował przez 42 lata.
Zmarł 7 lipca 1921. Został pochowany na cmentarzu Rakowickim w Krakowie (kwatera 53).